# Unser lieben Frauen Traum (Reger)
Unser lieben Frauen Traum ist eine Motette für vier- bis sechsstimmigen gemischten Chor von Max Reger.
Es handelt sich um eine strophisch aufgebaute Choralmotette, wobei die erste und die zweite Strophe im Tempo „zart bewegt ( = 104)“ auf dem gleichen harmonisch-melodischen Prinzip beruhen. Die dritte Strophe stellt den musikalischen  Höhepunkt dar. Sie beginnt in einem deutlichen und kontrastierenden Forte. Der Chorsatz weitet sich mit zwei Bass- und zwei Sopranstimmen sechsstimmig auf und steigert sich bis zum Fortissimo. Das Stück endet schließlich mit einem starken Ritardando langsam und versöhnlich in einem Pianissimo und wiederholt dabei die Worte „hat er uns all erlöst“. 
Es liegen eine spätromantische Harmonik (Chromatik, Dominant-Sept-Non-Akkorde etc.) sowie ein polyphoner Satz vor. Die Tonart ist F-Dur. 
Das Werk entstand 1914 und erschien 1916 als Nr. 4 von Acht geistliche Gesänge op. 138.
Der Text des Werkes ist den ersten drei Strophen des Marienlieds Unser lieben Frauen Traum entlehnt, das erstmals in Nikolaus Beuttners Catholischem Gesangbuch (Graz 1602) gedruckt wurde. Das Lied wurde durch die Aufnahme in den Zupfgeigenhansl wegen seiner Stimmungsschwere in der Jugendbewegung beliebt. Max Reger griff die originale Melodie nicht auf, sondern komponierte seine Vertonung komplett neu.

## Text
1. Und unser lieben Frauen, der traumet, traumet ihr ein Traum:

wie unter ihrem Herzen gewachsen wär, gewachsen ein Baum.                

2. Und wie der Baum ein Schatten gäb wohl über alle, alle Land:

Herr Jesus Christ, der Heiland, also ist er, ist er genannt.             

3. Herr Jesus Christ, der Heiland ist unser Heil und Trost,

mit seiner bittern Marter hat er uns all erlöst. 